# 한국개혁신학회
한국개혁신학회(Korea Reformed Theology Society)는 1996년 3월 30일 종교개혁신학의 전통과 개혁신학의 발전을 목적으로 숭실대학교의 김영한교수를 비롯한 차영배, 김영재, 이형기, 오성종, 정일웅, 안봉호, 김광채, 김희성, 송제근, 김영선, 김의원, 이상직, 권호덕, 이승구 교수 등 30여명의 신학교수들이 종교개혁가 마르틴 루터와 칼빈의 종교 개혁신학을 연구하고 발전시키고자 창립한 신학회이다. 한국연구재단등재 학술지로 <한국개혁신학>이 있다. 2016년 5월 28일 창립 20주년 기념학회를 행사하였다. 2024년 회장은 이경직이며 총무이사는 안인섭 박사이다. 한국기독교학회와 한국복음주의신학회와 더불어서 한국교회와 신학을 견인하는 큰 신학회이다.  2019년 10월부터부터 기독교학술원과 샬롬나비 행동의 후원을 받아서 매년 학문적 공헌이 많은 학자를 선정하여 학술상을 시상하고 있다.

## 현 임원들
- 회장:  이경직
- 부회장:  신현광(안양대), 김윤태(백석대), 안인섭(총신대), 김문경(장신대), 한상화(아신대)

- 총무이사:  안인섭

- 협동총무이사: 장성길(서울성경신대): 서기, 조현진(한국성서대): 회계: 이신열(고신대), 김태섭(장신대)
- 재무이사: 김철홍(장신대), 김성욱(총신대), 박태수(한국성서대), 김재윤(고신대),
- 연구이사: 이동영(성경신대), 우병훈(고신대), 김요섭(총신대)
- 편집이사:  박태현(총신대),  전대경(한국외대), 김광연(숭실대), 양신혜(합신대)

- 학술정보이사: 권오윤(아신대), 김성원(서울신대),  이상은(서울장신대), 이상웅(총신대)

- 섭외이사: 김희석(총신대), 장성진(백석대), 백충현(장신대), 김종성(주안대)

- 국제교류이사: 강웅산(총신대), 박성규(장신대), 박찬호(백석대), 한병수(전주대)

- 발전이사:  김성욱(웨신대), 조영호(안양대), 이성주(백석대), 박영권(장신대), 황선우(총신대)

- 감사:박봉규, 장호광
- 상임이사: 곽인섭(백석대학교회), 권숙(서울남부교회), 김관선(산정현교회),김남준(열린교회), 김영복(서울성실교회), 김진현(주의교회), 김종준(꽃동산교회), 민남기(광주대성교회), 박성규(부산부전교회), 박주동(언약교회), 서한국(광주남부교회), 송태근(삼일교회), 신은균(화순중부교회), 오정호(대전새로남교회), 이상복(광주동명교회), 이재훈(온누리교회), 장현승(과천소망교회), 정대운(삼송제일교회), 최현범(부산중앙교회), 화종부(남서울교회)

## 분과학회장
- 구약학회:  구자용(주안대)
- 신약학회: 김현광(한국성서대)
- 조직신학회: 박재은(총신대)
- 역사신학회: 김지훈(안양대)
- 실천신학회: 김상구(백석대)
- 선교학회: 배춘섭(총신대)
- 기독교미래학회: 이윤석(총신대)
- 기독교교육학회: 함영주(총신대)

## 역대회장들
- 김영한(Yung Han Kim, 숭실대학교), 이상직(호서대학교), 정일웅(총신대학교), 권호덕(서울성경신대 전 총장),

- 심창섭(총신대학교), 김영선(협성대학교), 주도홍(백석대학교), 김재성(국제신대), 이승구(합동신학대), 이은선(안양대), 소기천(장신대)

## 고문
- 김영한, 이상직, 정일웅, 권호덕, 심창섭, 김영선, 주도홍, 김재성, 이승구, 이은선

## 자문위원
- 김영재, 김상복,  최갑종, 조봉근, 오성종, 이동주, 류호준, 최윤배, 안명준

## 한국개혁신학
한국개혁신학(ISSN 1229-1099)은 한국연구재단 등재학술지로 1년에 4회 출판(2월 28일, 5월 31일, 8월 31일, 11월 30일)하고 있으며 영어명은 Korea Reformed Theology이다.
- 편집고문: 김영한, 권호덕. 주도홍, 이승구, 안명준
- 위원장(윤리위원장): 이경직
- 편집위원: 김재성(조직), 이은선(역사), 한병수(역사), 소기천(신약), 안인섭(역사), 강성열(구약), 방정열(구약), 우병훈(윤리), 최희안(실천)

## 간사
행정: 오충만 | 편집: 김상엽

## 학술상 수상자
- 제 1회 수상자 고신대학교 우병훈 박사
- 제 2회 공동 수상자 총신대학교 신학대학원 이상웅 박사,

장신대학교 백충현 박사, 2020년 10월 17일, 장소: 총신대학교
- 제3회 수상자 조영호(안양대)
- 제4회 수상자 한상하(아신대), 박찬호(백석대)

학술상 수상자 사진들
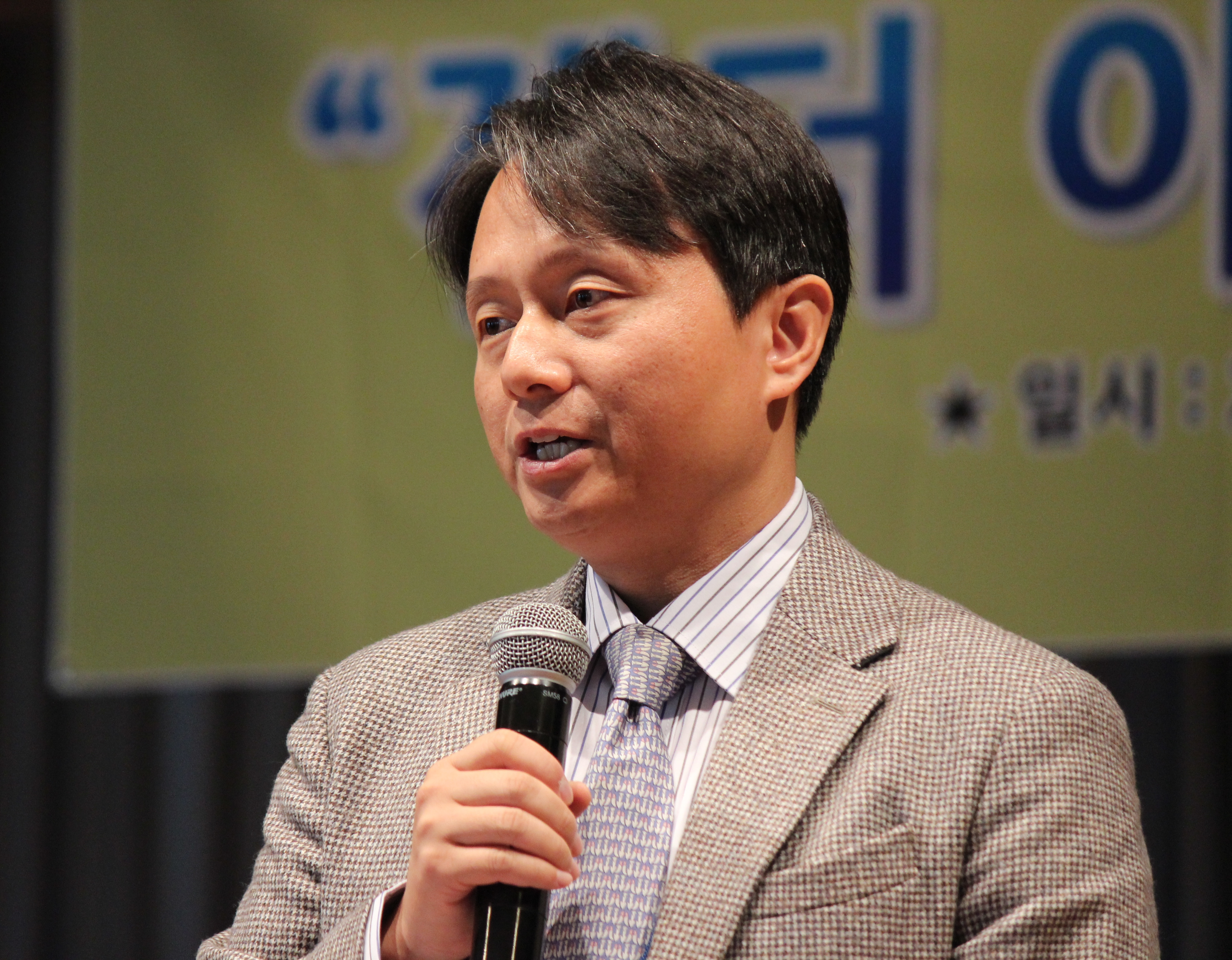
고신대학교 우병훈 박사

## 모임 사진들

모임사진들
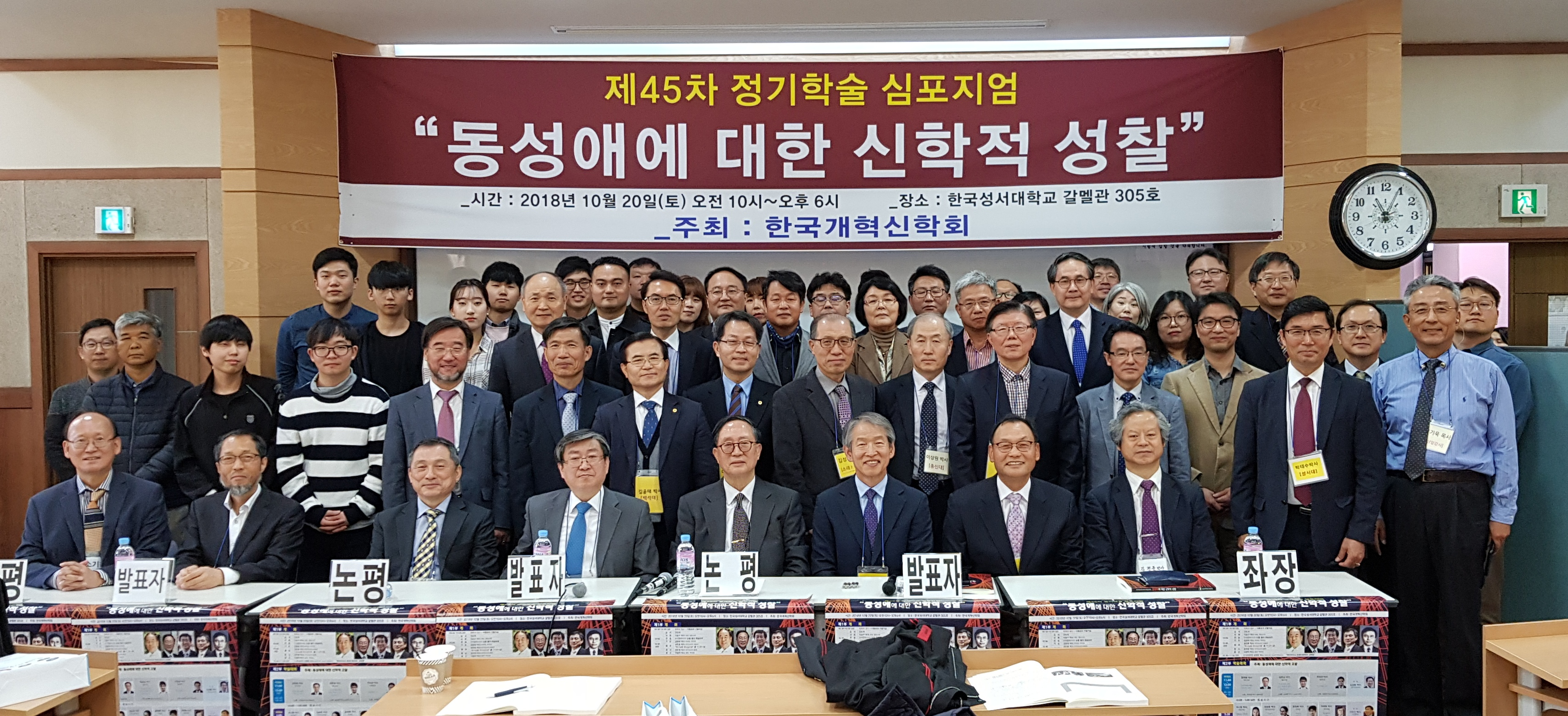
한국개혁신학회 한국성서대학교 2018년 10월 22일
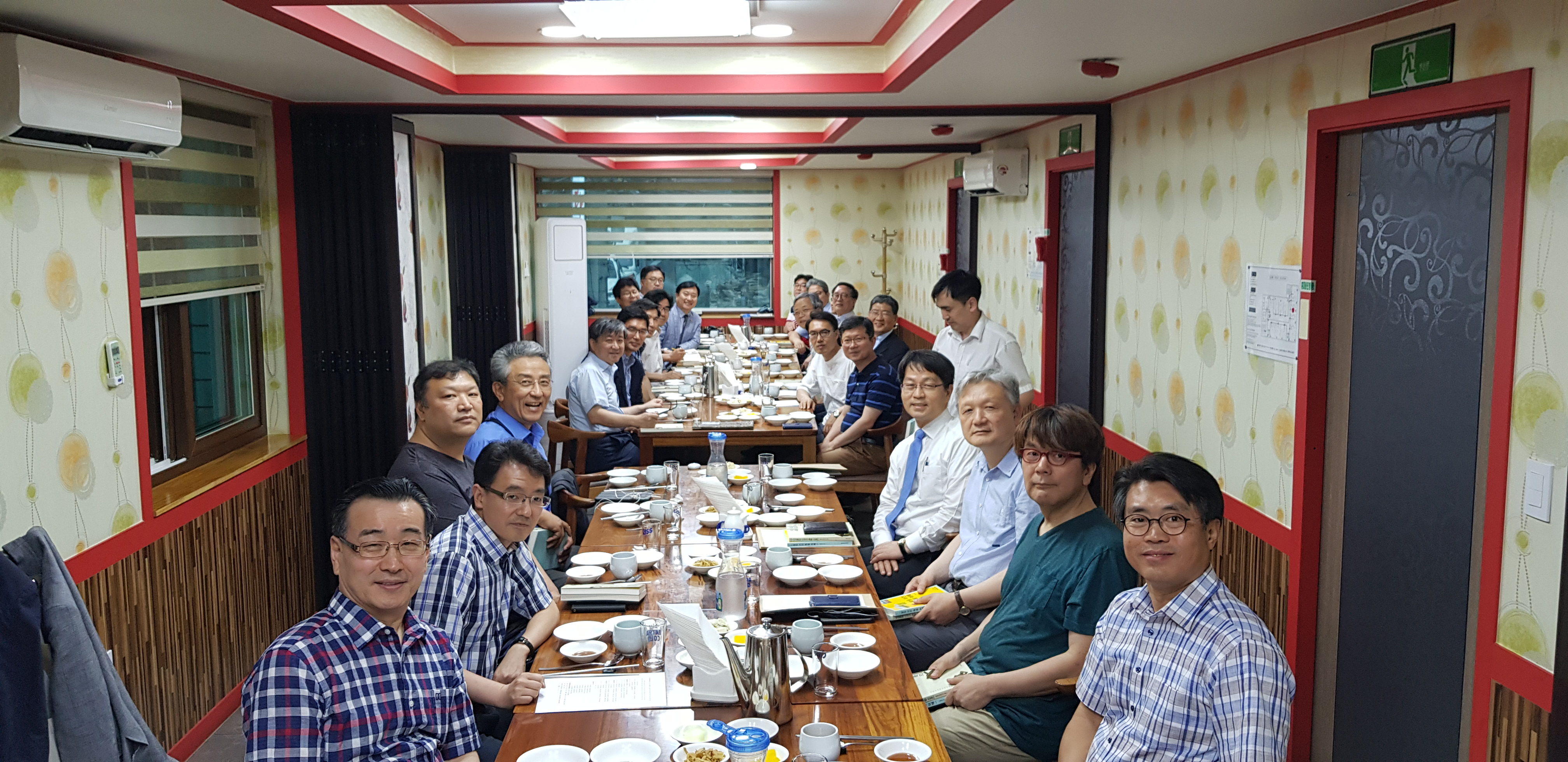
2018년 새임원회 모임 방배동 만다린 2018년 6월 9일
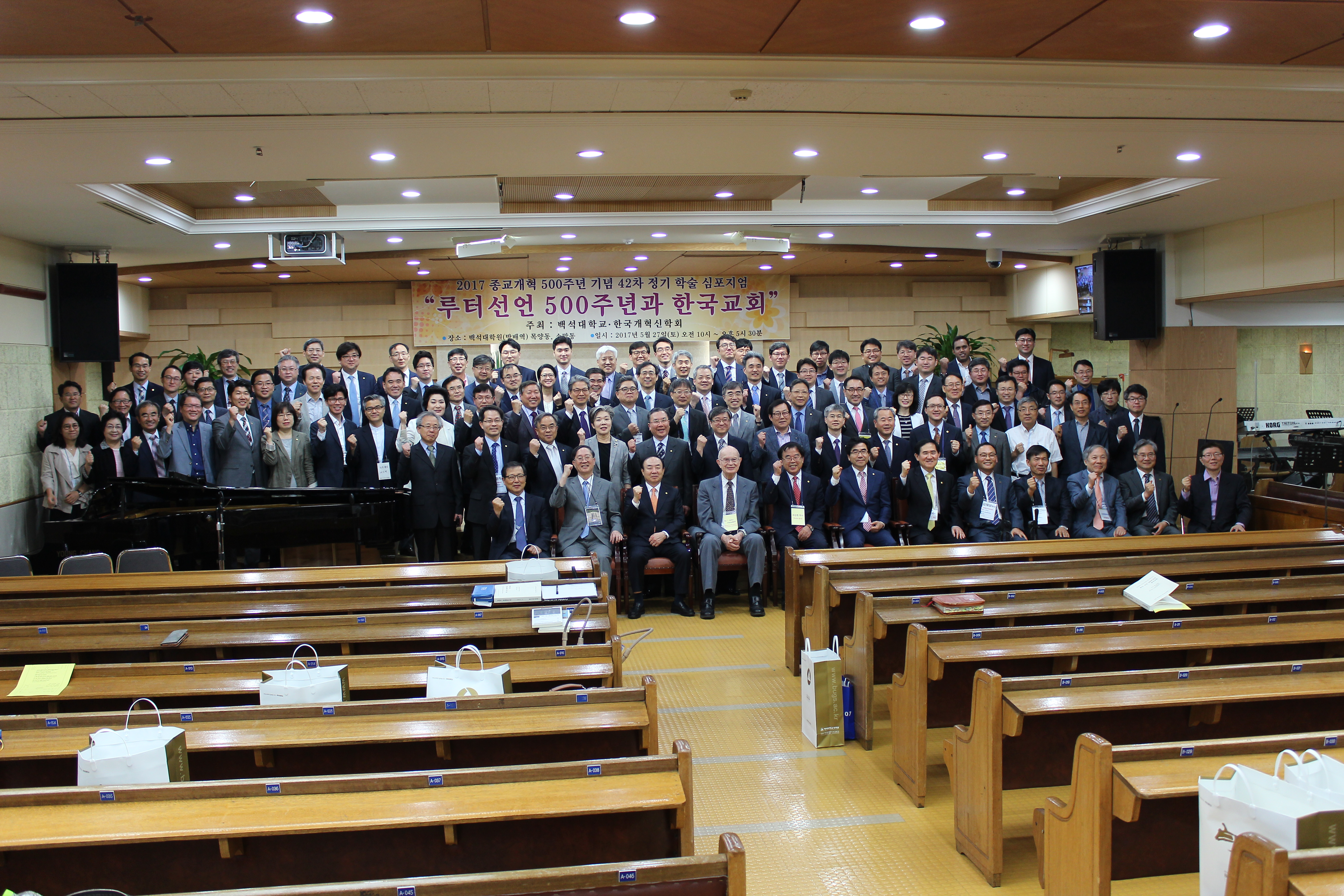
종교개혁 500주년 한국개혁신학회 정기발표회 백석대학교 2017-05-26
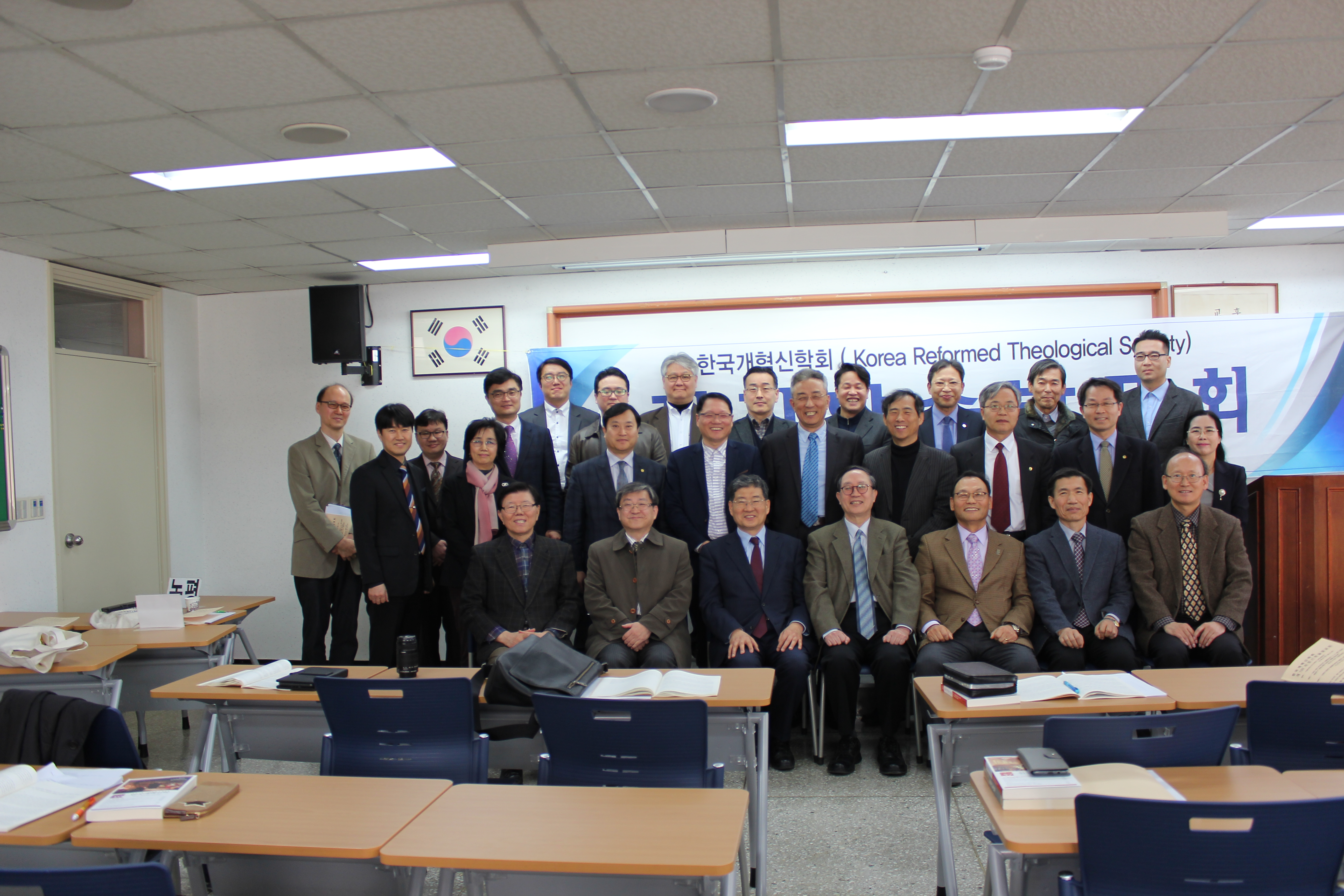
한국개혁신학회 제 130차 정기학술발표회 백석대학교 2018년 3월 10일
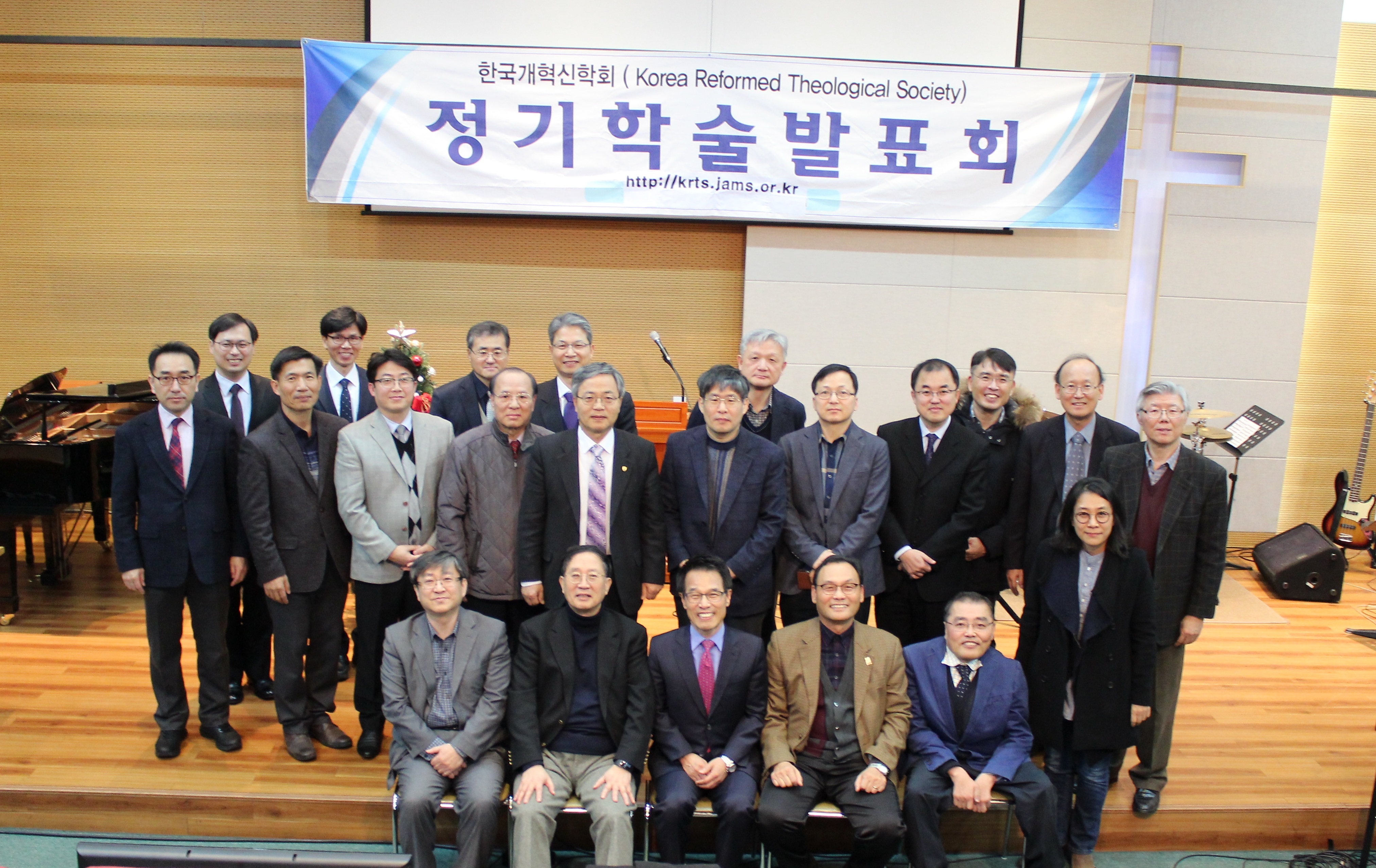
한국개혁신학회 사진 서울 산정현교회에서
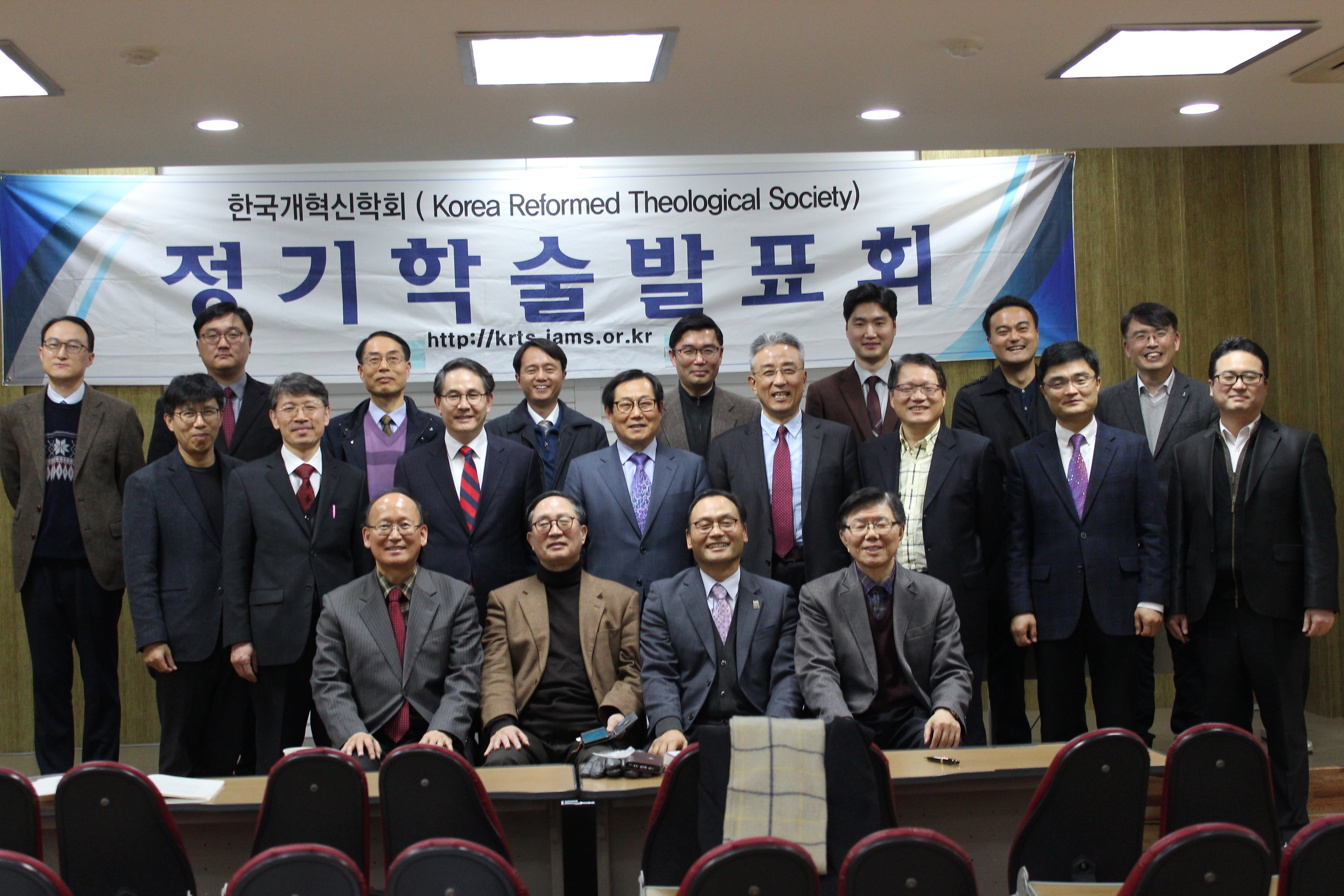
제 129차 발표회 신반포교회 2017-12-9, 좌측에서 소기천 박사, 김영한 박사, 김재성 박사, 안명준 박사
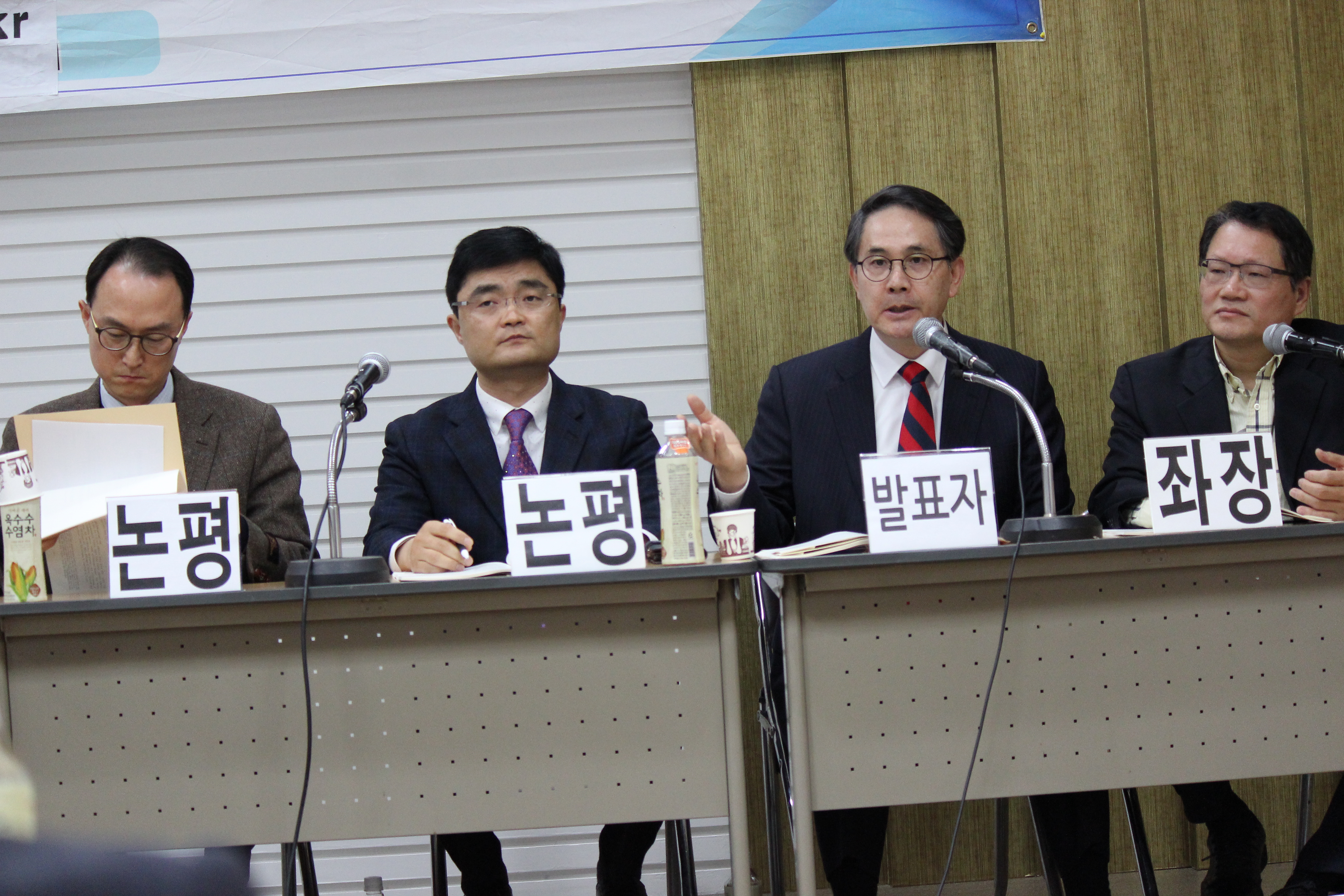
한국개혁신학회 제 129차 정기학술대회에서 발표하는 성서대학교 김승호교수, 2017-12-9, 신반포교회제 129차 정기학술발표회
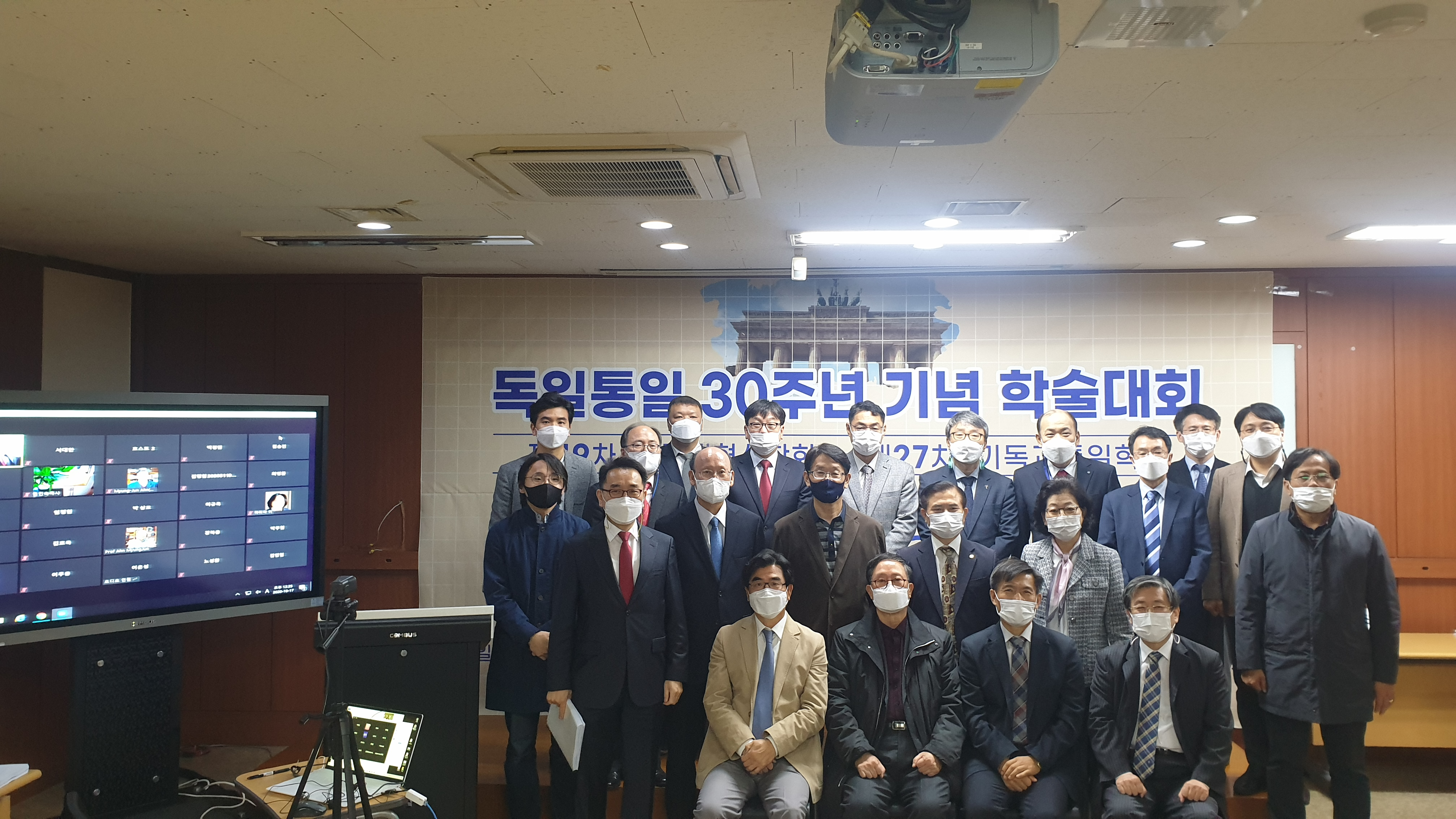
한국개혁신학회 제49차 학술대회 사진 "통일과 한국교회" (2020년 10월 17일, 총신대학교)
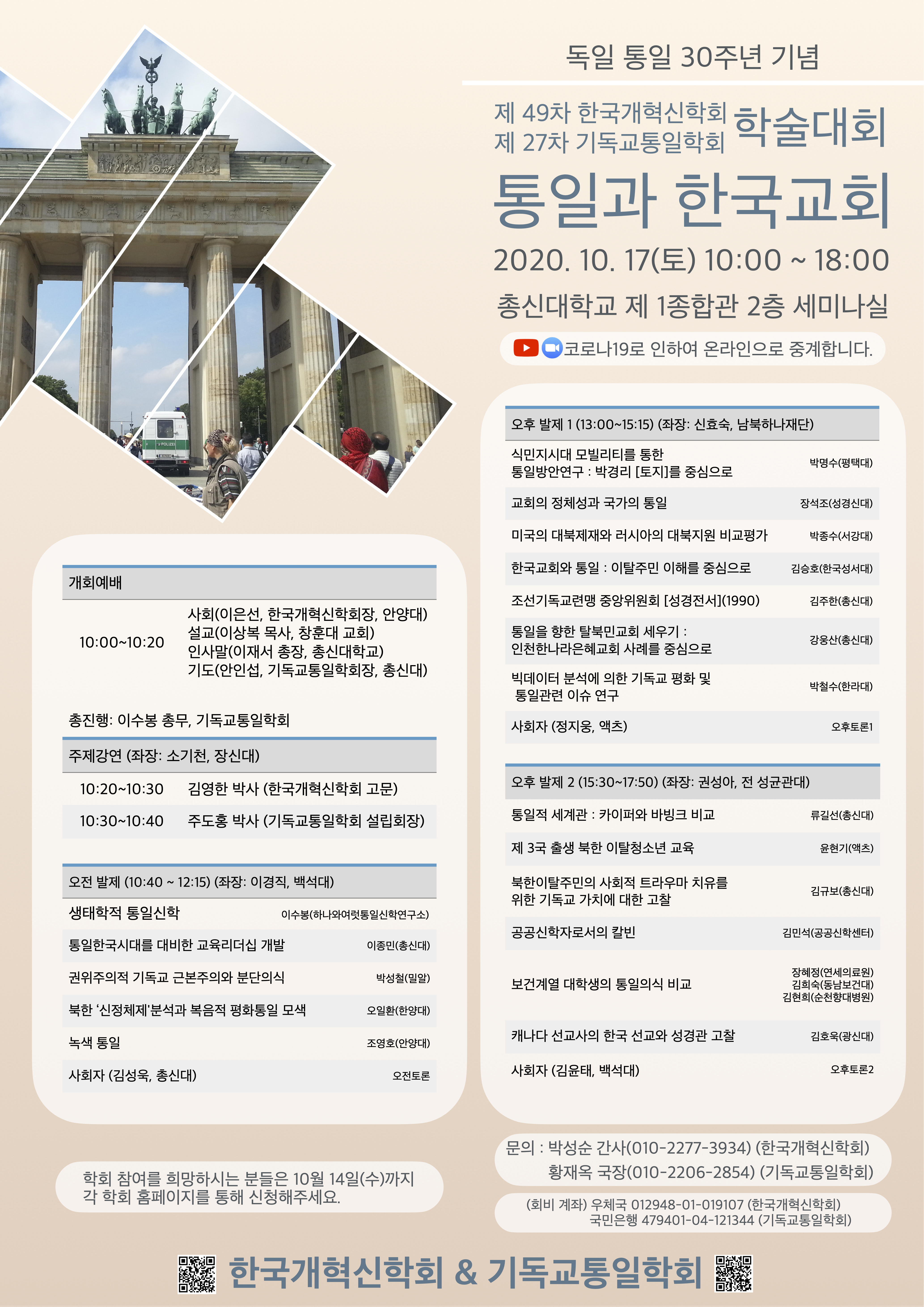
한국개혁신학회 제49차 학술대회 "통일과 한국교회" (2020년 10월 17일, 총신대학교)
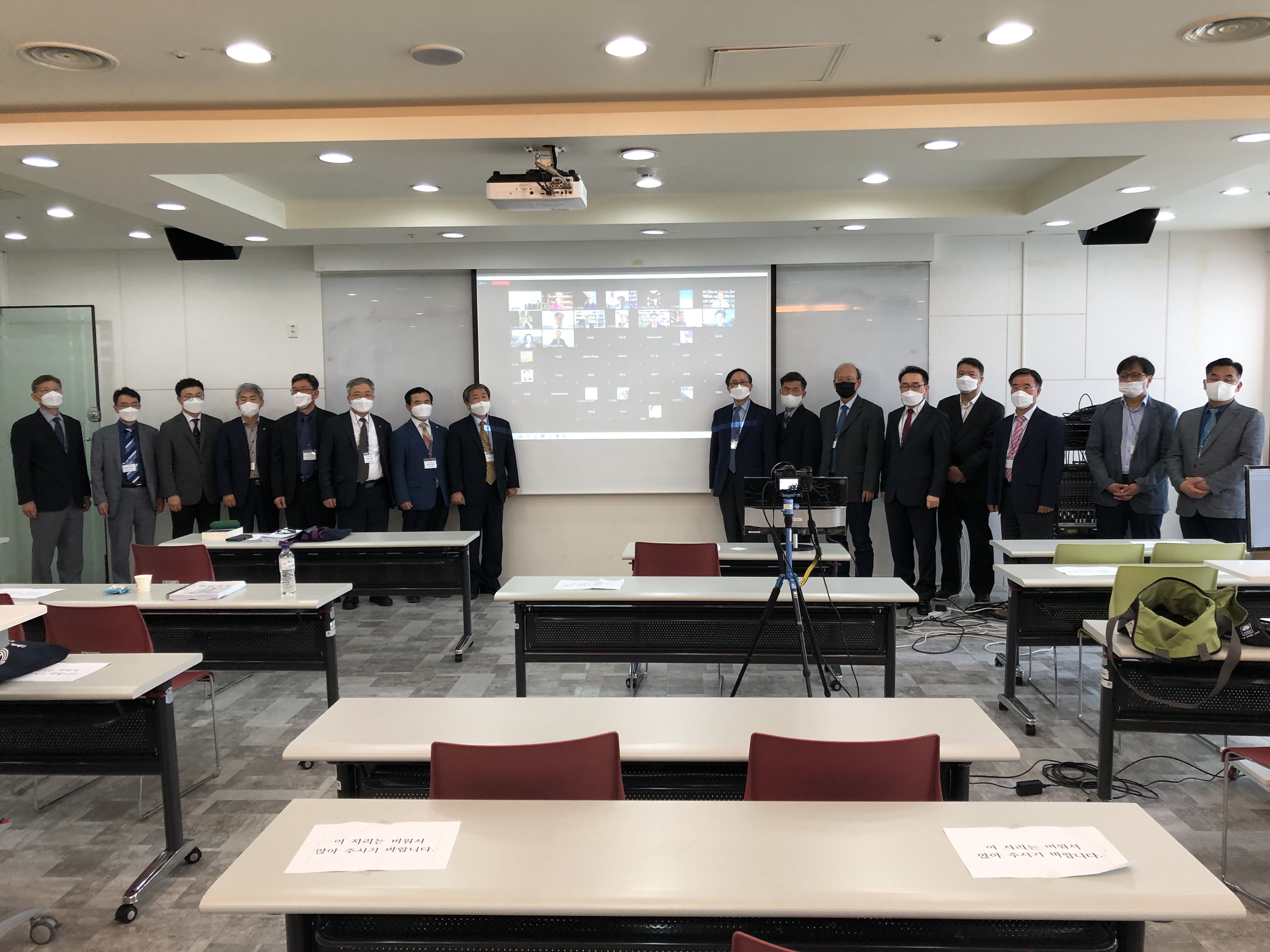
제50차 학술대회, "카이퍼 워필드 바빙크의 신학과 발전 방향" (2021년 5월 29일, 안양대학교)

## 같이 보기
- 한국복음주의 조직신학회
- 한국복음주의 신학회
- 한국기독교학회
- 한국조직신학회
- 한국복음주의선교신학회
- 한국장로교신학회
- 한국칼빈학회
- 세계칼빈학회
- 세계개혁신학회
- 개혁신학회
- 한국개혁주의선교신학회
- 김영한 (교수)
- 대한민국의 학술지 목록